# Marcus Stephen
Marcus Stephen (* 1. října 1969, Anetan) je nauruský vzpěrač a politik, který v letech 2007–2011 zastával funkci prezidenta země.
Je synem Lawrence Stephena, poslance a sportovního funkcionáře. Studoval v Austrálii na Royal Melbourne Institute of Technology, věnoval se australskému fotbalu, později přesedlal na vzpírání. Získal pro Nauru sedm zlatých medailí na Hrách Commonwealthu: v roce 1990 vyhrál nadhoz v kategorii do 60 kg a byl druhý v dvojboji, v roce 1994 vyhrál trh, nadhoz a dvojboj, stejně tak v roce 1998. Na hrách 2002 obsadil v trhu, nadhozu i dvojboji kategorie do 62 kg druhé místo. Na olympiádě startoval v roce 1992 za Samou, protože Nauru ještě nebylo členem MOV, a skončil na devátém místě. V roce 1996 už reprezentoval Nauru, nepřipsal si však ani jeden úspěšný pokus a nebyl klasifikován. Na hrách v Sydney 2000 skončil na 11. místě výkonem 285 kg v dvojboji. Nejlepšího výsledku na mistrovství světa ve vzpírání dosáhl roku 1999, kdy vybojoval stříbrnou medaili v nadhozu a celkově byl devátý. Získal také šest zlatých medailí na Pacifických hrách.
Po ukončení sportovní kariéry pracoval v bance, roku 2003 byl zvolen poslancem, zastával postupně funkce ministra financí, hospodářství a spravedlnosti, byl delegátem Nauru v Mezinárodní velrybářské komisi. V prosinci 2007, když parlament odvolal prezidenta Ludwiga Scottyho, byl Marcus Stephen zvolen jeho nástupcem. Ve funkci musel čelit politické nestabilitě způsobené poklesem životní úrovně. Po nepokojích v březnu a dubnu 2008 vyhlásil předčasné volby. V roce 2010 došlo k dalším protestům, po kterých Stephen zavedl v zemi stav ohrožení. V prezidentských volbách 2010 obhájil svůj mandát, ale o rok později rezignoval pod tlakem opozice, která ho obvinila z nezákonného obohacování z obchodu s fosfáty. Ve vládě zasedal ještě od června 2012 do června 2013, kdy se znovu dostali k moci jeho odpůrci.